# Werner Lorenz (hockey sur glace)
Pour les articles homonymes, voir Werner Lorenz.
Werner Lorenz (né le 5 janvier 1937 à Ludwigshafen et mort le 20 mars 2020) est un joueur allemand de hockey sur glace, ayant fait toute sa carrière de 1952 à 1971 au Mannheimer ERC.

## Carrière
Lorenz commence à jouer à 15 ans en 1952 au sein de l'équipe première, alors en seconde division. En 1954, l'équipe atteint l'Oberliga, qui était alors le niveau le plus haut en Allemagne. Au bout d'une saison, le MERC est relégué. Il revient après une saison. En 1958, le club est présent lors de la création de l'Eishockey-Bundesliga. Mannheim est la meilleure défense lors des saisons 1961-1962, 1963-1964 et 1964-1965. Dans un championnat dominé par les équipes de Bavière, le club de Bade-Wurtemberg prend la troisième place à la fin des saisons 1958-1959, 1962-1963 et 1964-1965. En 1971, il prend sa retraite sportive après avoir joué 19 saisons et 750 matchs et marqué 77 buts pour le Mannheimer ERC.
Werner Lorenz reste attaché au club. Pendant quatre ans, il entraîne les jeunes joueurs. En 2003, il devient le président d'honneur du club. En 2012, les Adler Mannheim, nouveau nom du MERC, pour lui rendre hommage, retirent le dossard numéro 2 et le suspendent symboliquement sous le toit du SAP Arena.
Il meurt le 20 mars 2020 après une longue maladie.